# Brasici
Brasici (in croato Bračići) è il nome di una coppia di scogli disabitati della Croazia situati a ovest dell'isola di Premuda.
Amministrativamente appartengono alla città di Zara, nella regione zaratina.

## Geografia
I Brasici si sviluppano parallelamente alla costa centro-occidentale di Premuda, da cui distano 470 m e chiudono, nella parte sudoccidentale, il breve tratto di mare chiamato porto San Ciriaco (luka Krijal). Nel punto più ravvicinato, invece, distano dalla terraferma (punta Jurisnizza (rt Jurišnica), sulla costa dalmata) 41,1 km.
Lo scoglio maggiore, Brassici Grande (Bračić veli), è di forma stretta e allungata e orientato in direzione nordovest-sudest. Misura 145 m di lunghezza, 30 m di larghezza massima e ha una superficie di 3275 m². (44°19′37.5″N 14°36′10.5″E)
Il minore, Brassici piccolo (Bračić mali), è anch'esso stretto e allungato ma molto più piccolo di Brassici Grande. Misura 40 m di lunghezza, 10 m di larghezza massima e ha una superficie di 482 m². (44°19′35.7″N 14°36′15.1″E)

### Isole adiacenti
- Plicca (Plitka Sika), scoglio situato 320 m circa a nordovest di Brassici Grande.
- Masarine (hrid Masarine), isolotto allungato situato 70 m a nordovest di Plicca.
- Creal (hrid Hripa), isolotto allungato situato 60 m circa a nordovest di Masarine.
- Un piccolo scoglio senza nome si trova 150 m a sudest di Brassici piccolo. (44°19′31.4″N 14°36′20.2″E)

### Cartografia
- (HR) Mappa topografica della Croazia 1:25000, su preglednik.arkod.hr.